# Tablao

Un tablao est un local où se tiennent des spectacles de flamenco.

## Présentation

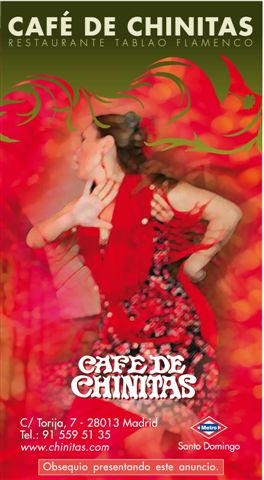
Invitation à un tablao flamenco.

Héritier de l'ancien café chantant (café cantante) à partir des années 1960, il est censé être un lieu à l'ambiance intime et concentrée, et exclusivement consacré au spectacle de flamenco (musique, chant, danse), ce qui n'était pas le cas de son ancêtre le café cantante. Appelés “temples flamencos” par les aficionados les plus passionnés, les tablaos ont contribué à la restauration et au maintien de l'art du flamenco, dont la portée universelle a été reconnue en 2010 par l'UNESCO qui l'a inscrit dans la liste représentative du Patrimoine culturel immatériel de l'humanité. 
Le passage du café cantante au tablao s'inscrit dans le mouvement de retour vers une certaine pureté de style du Cante jondo, à la recherche de ses racines, porté par le cantaor et flamencologue Antonio Mairena, et initié dès 1922 par Federico García Lorca et Manuel de Falla avec la Generación del 27. Ce « retour aux sources » a marqué l'histoire de ce genre musical après-guerre en réaction à l'époque de la  « Ópera flamenca », au cours de laquelle, avant la Guerre Civile espagnole de 1936, en s'exportant sur les scènes du monde (Paris, New York, etc.) le flamenco s'était allégé (retenant surtout les styles ou palos plus joyeux et frivoles du cante chico) et peut-être un peu dilué pour s'adapter à tous les publics, mettant en scène une sorte d'« exotisme » andalou. 
Il existe des tablaos à Madrid, Barcelone, Séville, Cordoue,  et d'autres capitales et localités andalouses.

### Article principal
- Flamenco